# نيكولا زيمر
نيكولا زيمر (بالألمانية: Nicolas Zimmer )‏ (و. 1970 – م) هو سياسي، ومحامي، من ألمانيا، ولد في برلين، هو عضوٌ في الاتحاد الديمقراطي المسيحيشارك في الانتخابات الرئاسية الألمانية 2004.

## مناصب
تولى منصب عضو في برلمان برلين ‏.